# دبي سات-1
دبي سات-1 (بالإنجليزية: DubaiSat-1)‏، أول قمر صناعي للاستشعار عن بعد بتمويل حكومي من دولة الإمارات العربية المتحدة، وتقوم بتشغيله مؤسسة الإمارات للعلوم والتقنية المتقدمة. أطلق في 29 يوليو 2009، من قاعدة بايكنور في كازاخستان بإشراف مجموعة من المهندسين والعلماء الإماراتيين الذين شاركوا في بناء وإعداد 30 بالمئة من هذا المشروع النوعي.
ويحمل دبي سات-1 كاميرات تصوير جوي فائقة الدقة والوضوح هي ثمرة تعاون بين علماء إماراتيين وآخرين من كوريا الجنوبية. وسوف تستغل هذه الكاميرات في التخطيط العمراني والتنبؤ بالأخطار الطبيعية المحتملة كالزلازل وانخفاض مناسيب المياه الأرضية في مواقع المشاريع العمرانية الضخمة.
وسيتم استخدام البيانات النهائية الصادرة عن «دبي سات 1» في العديد من التطبيقات المدنية، مثل تخطيط المدن والتطوير العمراني والبحوث العلمية والاتصالات الهاتفية والنقل والمواصلات والهندسة المدنية والإنشاءات ورسم الخرائط والبحوث الجيولوجية إلى جانب تأثير انعكاسات الأشعة الشمسية على الأرض والمسطحات المائية، بالإضافة إلى المراقبة والتنبؤ بالضباب، وكيفية استخدام صور الأقمار الصناعية للتنبؤ بالعواصف الرملية.
ومن المقرر أن تصنع دولة الإمارات العربية المتحدة أول قمر صناعي من صنع خبراء إماراتيين مئة بالمئة في العام 2018، وسوف يطلق عليه اسم خليفة سات وسيتم اطلاقه إلى مداره من على متن السفينة الفضائية الروسية دنيبر.

## وصلات خارجية
- دبي سات –1 يلتقط صورة دقيقة لمدينة «كيب تاون» أريبيان بزنس، 21 يونيو 2011